# Susan Brantley
Susan L. Brantley (née en 1958) est une géologue et géochimiste américaine.

## Biographie
Elle est professeure Dr. Hubert Barnes et Dr. Mary Barnes à l'Université d'État de Pennsylvanie . Ses recherches portent principalement sur les interactions entre les fluides et les minéraux à basse température, les réactions biologiques dans les fluides riches en eau dans les sols et les processus géochimiques qui transforment la roche en sol. Cependant, parmi de nombreux autres sujets, elle publie également des travaux sur les émissions de dioxyde de carbone des volcans et sur l'impact environnemental de l'extraction du gaz de schiste et de l'élimination des déchets nucléaires . Au cours de sa carrière, Brantley publie plus de 200 articles de recherche et chapitres de livres, reçoit des prix académiques et des bourses de la part de nombreuses sociétés de géosciences de premier plan au monde et est décrite comme "l'une des principales géochimistes aqueuses de sa génération",.